# Pan Benet
Pan Benet. Komedia w jednym akcie, wierszem – jednoaktowa komedia Aleksandra Fredry.

## Opis
Dokładna data napisania komedii nie jest znana. Prawdopodobnie powstała przed 1860, ponieważ znalazła się w tomie rękopisów oprawionych przed tym rokiem. W planie wydań sporządzonych przez Fredrę w 1861 komedia była przeznaczona do tomu VII. Po śmierci autora sztuka została uznana przez komitet zajmujący się jego spuścizną za jedną z lepszych i przeznaczona do wystawienia w 1879. Jednak prapremiera odbyła się w Krakowie już 19 października 1878, we Lwowie wystawiono ją 3 lutego 1879, zaś w Warszawie 2 sierpnia 1879. Drukiem sztuka ukazała się po raz pierwszy w 1880 w tomie VII pośmiertnego wydania dzieł (s. 213–264). Komedia miała przynajmniej 16 inscenizacji, w tym w Teatrze Telewizji w 1963 (1963, reż. Barbara Klukowska) i w 1997 (reż. Andrzej Łapicki) oraz w Teatrze Polskiego Radia (1959, reż. Karol Borowski).

## Treść
Synowiec jednego z braci Benetów, Zdzisław, zakochany jest w Paulinie, wychowanicy drugiego Beneta, pułkownika. Paulina postanawia wystawić go na próbę, wysyłając anonim, w wyniku którego Zdzisław zrywa z Pauliną. Pułkownik postanawia ukarać Zdzisława za brak wiary, donosząc swojemu bratu, że to on sam wziął ślub z Pauliną i niebawem przyjeżdżają. Po wielu komicznych sytuacjach sprawa się jednak wyjaśnia.

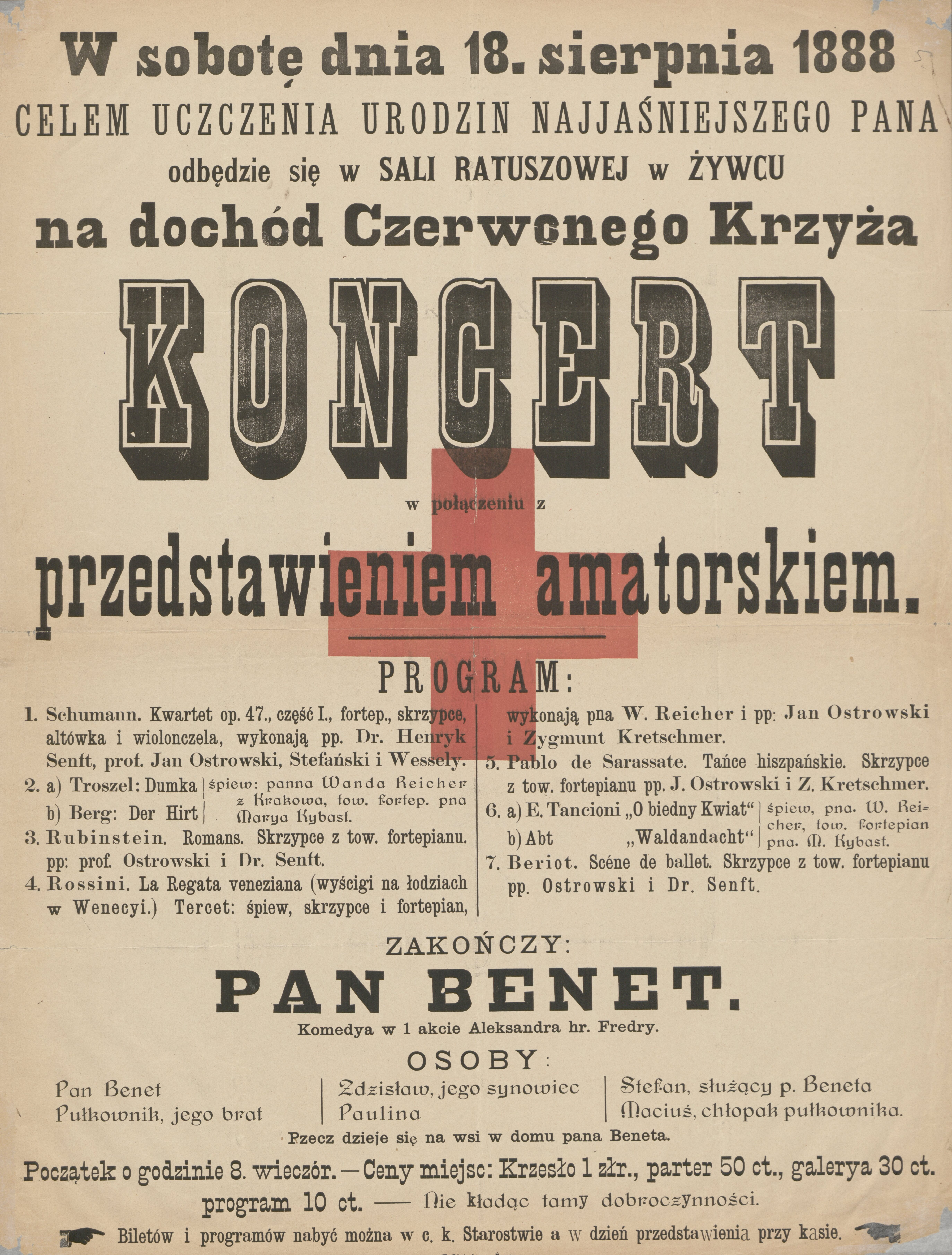
Afisz, Żywiec, 1888
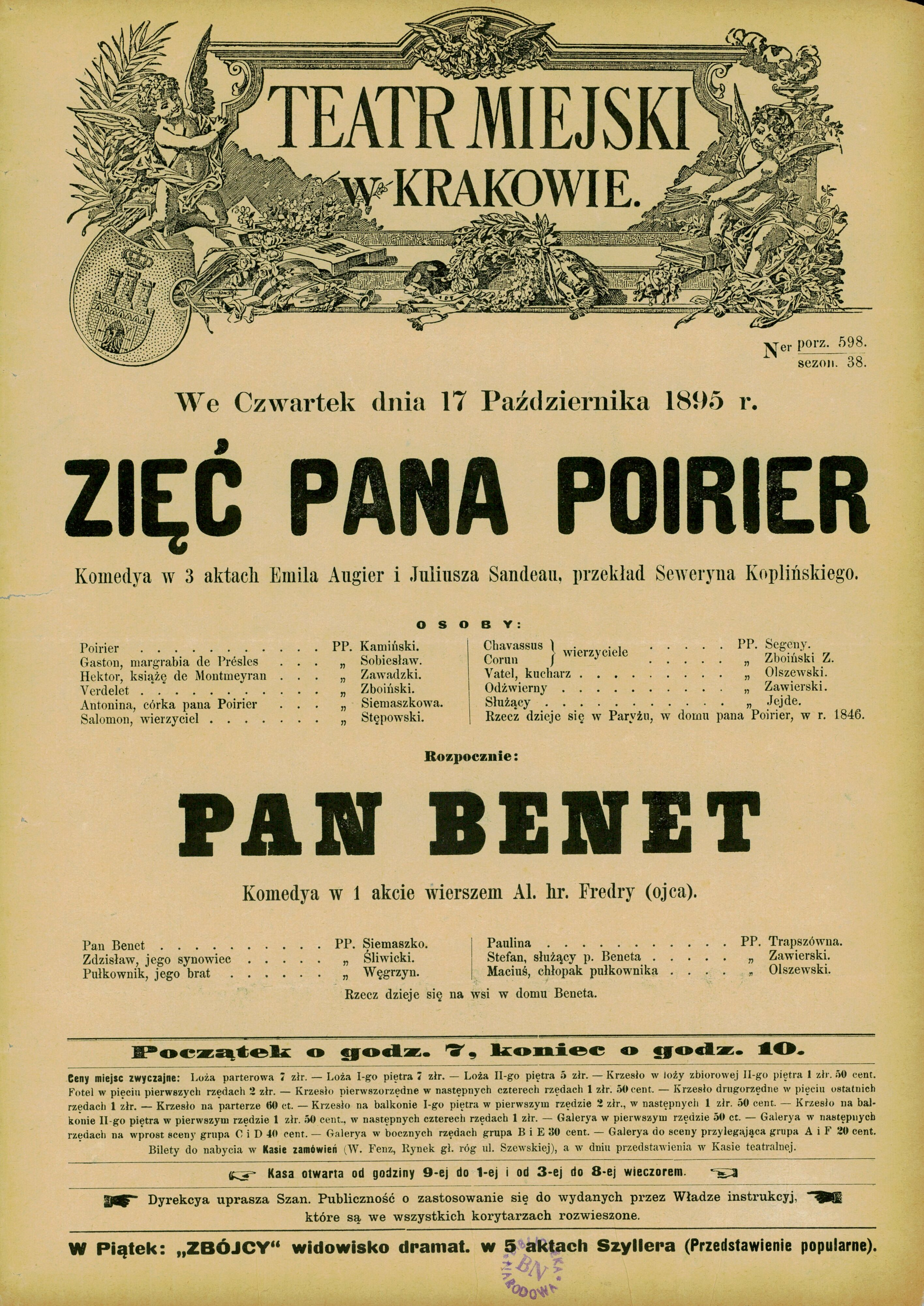
Afisz, Teatr Miejski w Krakowie, 1895
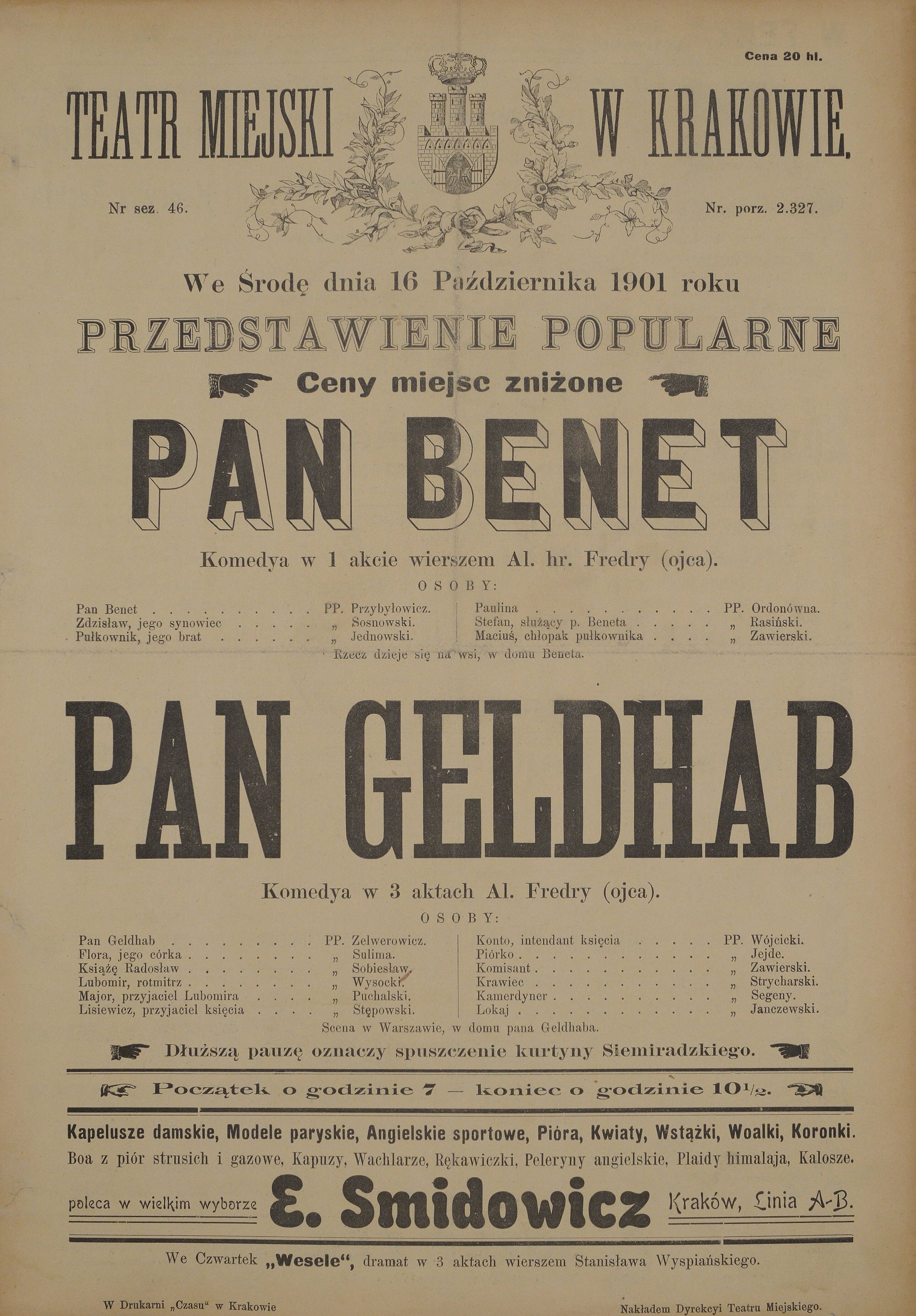
Afisz, Teatr Miejski w Krakowie, 1901